# Flugplatz Chignik Lagoon

i7
i11
i13
Der Flugplatz Chignik Lagoon (IATA-Code: KCL, FAA-LID: KCL)  bedient den Ort Chignik Lagoon auf der Alaska-Halbinsel im US-Bundesstaat Alaska. Der Flugplatz ist auch unter dem Namen Chignik Flats Airport bekannt.